# Giuliano Urbani
Pour les articles homonymes, voir Urbani.
Giuliano Urbani (né le 9 juin 1937 à Pérouse) est un journaliste et un homme politique italien.

## Biographie
Professeur de sciences politiques à l'Université Bocconi de Milan jusqu'en 1994, Giuliano Urbani cofonde Forza Italia avec Silvio Berlusconi en 1994. Il est considéré comme l'idéologue du parti.
Urbani est ministre de la Fonction publique et des Affaires régionales du premier gouvernement Berlusconi du 11 mai 1994 au 17 janvier 1995. Il est ensuite ministre pour les biens et les activités culturels dans le second gouvernement Berlusconi le 10 juin 2001. Urbani reste en fonction jusqu'au 23 avril 2005 quand il est remplacé par Rocco Buttiglione.
Par ailleurs, il est l'élu de la Lombardie au Parlement italien pendant trois mandats successifs de 1996 à 2005.